# Wolf Franck
Wolf Franck (geboren 15. Januar 1902 in Berlin; gestorben 10. Juli 1966 in New York City) war ein deutscher Journalist und US-amerikanischer Bibliograph. 

## Leben
Wolf Franck studierte Volkswirtschaftslehre, Philosophie, Geschichte und Geographie an der Berliner Universität. Er fand eine Arbeit in einem Wirtschaftsverband. Danach arbeitete er vier Jahre lang in der zentralen politischen Nachrichtenredaktion der deutschen Rundfunksender. Er heiratete 1932 Marga Oppenheimer (1907–2001), sie hatten einen Sohn. In zweiter Ehe war er mit Jane Paul verheiratet, sie hatten zwei Töchter. 

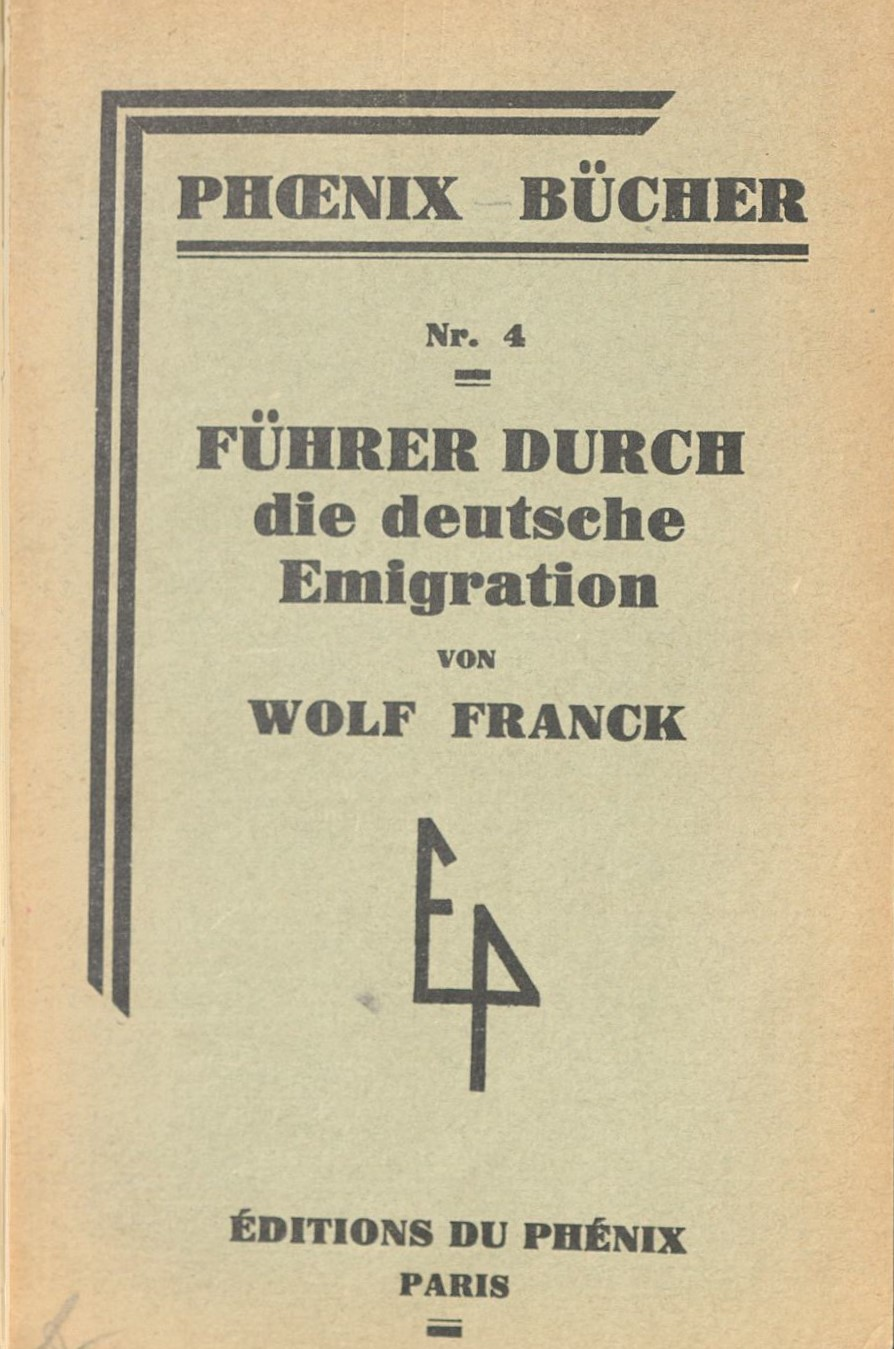
Führer durch die deutsche Emigration (1935)

Nach der Machtergreifung der Nationalsozialisten emigrierte er noch 1933 nach Frankreich. Er schrieb für Europe : revue mensuelle und war Herausgeber der in Paris erscheinenden Emigrantenzeitschrift Heute und Morgen, die als Wochenschrift zwischen 1934 und 1936 herauskam. Franck wurde Vorstandsmitglied im Schutzverband deutscher Schriftsteller im Ausland. 
Franck wurde im Januar 1938 vom Deutschen Reich ausgebürgert. Im Jahr 1940 gelang ihm die Flucht in die USA mit Hilfe des Jewish Labor Committee. Franck studierte Musikwissenschaften an der Columbia University und machte 1948 einen M.A. und zwei Jahre später einen Abschluss als Bibliothekar. 
Franck lehrte am Queens College in New York und an der Fairleigh Dickinson University. Er bearbeitete den Abschnitt über die Musik des 18. Jahrhunderts in Band 4 der Critical Bibliography of French Literature, der 1953 von D. C. Cabeen herausgegeben wurde.

## Schriften (Auswahl)
- Führer durch die deutsche Emigration. Paris: Ed. du Phénix, 1935
- Berthold Jacob (Hrsg.): Warum schweigt die Welt? (mit Beiträgen von Carl von Ossietzky, Georg Bernhard, Wolf Franck, Jack Iwo, Alfred Kantorowicz, Rudolf Leonhard, Paul Westheim). Éditions du Phénix, Paris 1936.